# منير سعيد طالب
منير سعيد آل طالب الكثيري (8 ديسمبر 1965 – 7 سبتمبر 2004)، ناشط إندونيسي من قبيلة الكثيري من أصول حضرمية يمنية. مؤسس منظمة حقوق الإنسان «كونتراس» KontraS والحائز على جائزة المعيشة الصحيحة 2000، اغتيل منير في عام 2004 أثناء السفر إلى جامعة أوتريخت لمتابعة دراسة الماجستير في القانون الدولي وحقوق الإنسان. كان يعد أحد أشهر نشطاء حقوق الإنسان ومكافحة الفساد في إندونيسيا.

## الناشط السياسي
ولد منير في عائلة من الحضرمي العربية والجاوية أصول،  من قبيلة الكثيري. درس القانون في جامعة براويجايا في مالانج في مقاطعة جاوة الشرقية، ثم بدأ مسيرته المهنية في عام 1989 كمسؤول عن المساعدة القانونية في سورابايا، عاصمة مقاطعة جاوة الشرقية. أصبح لاحقا أحد المدافعين البارزين عن حقوق الإنسان في إندونيسيا  وتعرض للترهيب، بما في ذلك التهديدات بالقتل. واتهم الجيش الإندونيسي بارتكاب انتهاكات لحقوق الإنسان في تيمور الشرقية وفي مقاطعتي بابوا وآتشيه المضطربتين، واتهمهما بإدارة شبكة إجرامية متورطة في تهريب المخدرات.
لقد كسرت يده ذات مرة بينما كان ينقذ عاملًا مسنًا من الضرب من قبل مسؤولي الأمن.
أسس لجنة المفقودين وضحايا العنف (KontraS). وكان آخر منصب شغله هو المدير التنفيذي لمرصد حقوق الإنسان الإندونيسي (إمبارسيال IMPARSIAL)، وهي منظمة إندونيسية غير حكومية أخرى لحقوق الإنسان.
في عام 2001 ، بينما كان يحقق في دور كوباسوس في عمليات اختطاف، وصلت حزمة مفخخة إلى منزله. 

## اغتياله وردود الفعل
تسمم منير بالزرنيخ في رحلة من جاكرتا إلى أمستردام في 7 سبتمبر 2004. كان مسافرا على متن شركة الطيران المملوكة للدولة غارودا إندونيسيا. وخلص من تشريح جثة منير وشهود عيان خلال المحاكمة إلى أنه توفي قبل ساعتين من وصوله إلى مطار شيفول الدولي. أخذ الزرنيخ أثناء عبوره رحلته في سنغافورة أو في وقت ما بالقرب من ذلك الوقت. في سنغافورة، غادر بوليكاربوس بريانتو وهو طيار شركة جارودا في ذلك الوقت والمشتبه به الرئيسي في المحاكمة الرحلة ثم عاد إلى إندونيسيا. في الأصل غادر إندونيسيا بوثيقة مزيفة سمحت له بالسفر في رحلة أخرى لم تكن رحلته المقررة. بدأ منير يعاني من الإسهال الحاد ونوبات القيء بعد وقت قصير من إقلاع رحلته من سنغافورة إلى أمستردام. أبلغ طاقم الطائرة الطيار المسؤول أن أحد الركاب مريض وطُلب من الطبيب الذي كان على متن الطائرة تقديم المساعدة الطبية. ومع ذلك توفي منير قبل حوالي ساعتين من هبوط الطائرة في مطار شيفول بأمستردام.
عندما تم نشر نتائج تشريح الجثة بعد شهرين، في 12 نوفمبر، كشف المعهد الهولندي للطب الشرعي أن جسد منير يحتوي على مستوى من الزرنيخ يقارب ثلاثة أضعاف الجرعة المميتة. وأكدت الشرطة الاندونيسية ذلك لاحقا.
كان هناك ثلاثة مشتبه بهم. بوليكاربوس بريانتو Pollycarpus Budihari Priyanto ، وهو طيار سابق يُزعم أنه تخلى عن مقعده في درجة رجال الأعمال لمنير أثناء الرحلة، واثنين من المضيفات. يُزعم أن بريانتو وضع الزرنيخ في عصير برتقال منير، بناءً على أوامر من الرئيس التنفيذي لشركة Garuda في ذلك الوقت، Indra Setiawan.
أعلن الرئيس الإندونيسي سوسيلو بامبانج يودويونو أنه سيتأكد من تقديم قتلة منير إلى العدالة وسرعان ما دعا إلى إجراء تحقيق مستقل. على الرغم من تضاؤل الدعم والموارد للتحقيق، رفض كبار المسؤولين الامتثال، ولم يتم الكشف عن النتائج مطلقًا.  
في ديسمبر 2005 ، أدانت محكمة إندونيسية بوليكاربوس بوديهاري بريانتو بقتل منير وحكمت عليه بالسجن لمدة أربعة عشر عامًا. يزعم أنصار منير أن بريانتو كان يتصرف بناءً على أوامر ولم يتم إبراز ذلك أثناء المحاكمة.
في أكتوبر 2006، قامت المحكمة العليا في اندونيسيا بابطال إدانة ضد بوليكاربس بريانتو، نقلا عن عدم كفاية الأدلة.  ومع ذلك في أبريل 2007 قدمت الشرطة أدلة جديدة إلى النيابة العامة تورط بريانتو. 
في أكتوبر / تشرين الأول 2007، واجه إندرا سيتياوان ونائبه، روهينيل آيني، المحاكمة بتهمة تزويد بوليكاربوس بوثائق مزورة على متن رحلة منير من جاكرتا إلى سنغافورة. كانوا سيواجهون عقوبة الإعدام المحتملة. تم إدانتهما وسجنهما بتهمة قتل منير، واستأنفا إدانتهما.
في عام 2007، وجدت محكمة في جاكرتا أن جارودا كان مهملاً في رفضه الهبوط الاضطراري، وأمرت الشركة بدفع 600 مليون روبية كتعويض لأرملة منير. عندما استأنف جارودا هذا القرار، رفعت المحكمة العليا التعويض إلى مبلغ لم يكشف عنه. ثم فشل جارودا في دفع التعويض.
في نوفمبر 2014، تم إطلاق سراح بوليكاربوس من السجن.

## تورط وكالة مخابرات الدولة (بن) في اغتيال
تورط مسؤولون رفيعو المستوى في وكالة المخابرات الحكومية الإندونيسية (BIN) في مقتل منير. ويُزعم أن قائد الشرطة في ذلك الوقت، سوتانتو، كان على علم بتورط BIN. حوكم نائب رئيس مجلس إدارة بنك إنجلترا، موشدي بوروبرانجونو، وبُرِّئ من جريمة القتل فيما أدينت دوليًا على أنها «محاكمة صورية».   واتهم ممثلو الادعاء موشدي بإصدار الأمر بقتلهم غضبا من انتقادات منير لقيادته في كوباسوس. قبل القتل، أجرى بريانتو ما لا يقل عن 26 مكالمة إلى موشدي، وعدد من المكالمات إلى خط BIN السري.
وزعم تسريب برقيات دبلوماسية أمريكية أن رئيس بنك بن الهندي السابق عبد الله محمود هندروبريونو الخطط الأصلية كانت لقتل منير في مكتبه ".  عندما تم تعيين هيندروبريونو لأول مرة في مكتب التحقيقات الفيدرالية، تم إدانته بمرارة من قبل منير، الذي كان يقود التحقيق في دور هيندريبريونو في انتهاكات حقوق الإنسان من أجل المحاكمة. 
تم استدعاء موشدي وهيندروبريونو للاستجواب من قبل فريق تقصي الحقائق الرئاسي، لكنهما رفضا الامتثال للتحقيق. تم تجاهل التوصيات التي قدمها فريق مقاضاة هيندوبريليونو تمامًا من قبل الشرطة ومكتب المدعي العام. 
في عام 2014، اعترف هيندروبريونو للصحفي ألان نيرن أنه يتحمل «مسؤولية القيادة» عن الاغتيال، وأنه مستعد لقبول محاكمته.

## التكريم بعد وفاته
حصل منير بعد وفاته على جائزة الشجاعة المدنية لمؤسسة القطار، والتي تكرم «أبطال الضمير غير العاديين».
في عام 2013 تم افتتاح متحف في مالانج على شرف منير.

## الحياة الشخصية
كان منير متزوجًا من سوسيواتي، وهي ناشطة في مجال حقوق العمال في ذلك الوقت. كان لديهم طفلان. تتابع زوجته التحقيق في اغتيال منير وتعمل على إبقاء قضية منير وحقوق الإنسان في قلب السياسة الإندونيسية.

## روابط خارجية
- متحف منير
- بي بي سي نيوز - إندونيسيا توسع تحقيق منير
- أرشيفات Dateline - ترقية Garuda القاتلة
- سجن طيار إندونيسي بتهمة القتل
- «منير: طليعة الإصلاح» ، سيدني جونز، جاكرتا بوست، 10 أيلول / سبتمبر 2004
- واشنطن بوست - شركة طيران تم التحقيق فيها في مقتل ناشط
- من قتل منير؟
- أرملة منير تطالب إندونيسيا بعقد حكومته. القتلة مسؤولون - تقرير بالفيديو من منظمة الديمقراطية الآن!